# Carlos Soares Garrit
Carlos Soares Garrit (nacido el 4 de diciembre de 1971) es un exfutbolista brasileño que se desempeñaba como centrocampista.
Jugó para clubes como el Flamengo y Kashima Antlers.

## Trayectoria

### Clubes
| Club            | País   | Año         |
| --------------- | ------ | ----------- |
| Flamengo        | Brasil | ????        |
| Kashima Antlers | Japón  | 1992 - 1993 |

## Estadística de carrera

### J. League
| Club            | Año   | J. League | J. League | Copa J. League | Copa J. League | Total | Total |
| Club            | Año   | Part.     | Goles     | Part.          | Goles          | Part. | Goles |
| --------------- | ----- | --------- | --------- | -------------- | -------------- | ----- | ----- |
| Kashima Antlers | 1992  | -         | -         | 0              | 0              | 0     | 0     |
| Kashima Antlers | 1993  | 11        | 3         | 3              | 1              | 14    | 4     |
| Total           | Total | 11        | 3         | 3              | 1              | 14    | 4     |